# Heliosia jucunda
Heliosia jucunda là một loài bướm đêm thuộc phân họ Arctiinae, họ Erebidae.